# Fußballsportverein Frankfurt 1899 1995-1996
Questa voce raccoglie le informazioni riguardanti il Fußballsportverein Frankfurt 1899 nelle competizioni ufficiali della stagione 1995-1996.

## Stagione
Nella stagione 1995-1996 il FSV Francoforte, allenato da Niko Semlitsch, concluse il campionato di Regionalliga Sud al 18º posto e fu retrocesso in Oberliga. In Coppa di Germania il FSV Francoforte fu eliminato al primo turno dal Carl Zeiss Jena.

## Rosa
| N. |                     | Ruolo | Calciatore       |
| -- | ------------------- | ----- | ---------------- |
|    | Croazia (bandiera)  | P     | Ignjac Kresic    |
|    | Ghana (bandiera)    | D     | Joseph Addo      |
|    | Germania (bandiera) | D     | Alexander Conrad |
|    | Germania (bandiera) | D     | Jens Rasiejewski |
|    | Germania (bandiera) | C     | Sascha Amstätter |
|    | Turchia (bandiera)  | C     | Mikayil Kabaca   |
|    | Turchia (bandiera)  | C     | Kemal Kayrakci   |
|    | Germania (bandiera) | C     | Renato Levy      |

| N. |                         | Ruolo | Calciatore          |
| -- | ----------------------- | ----- | ------------------- |
|    | Germania (bandiera)     | C     | Stefan Scholl       |
|    | Ucraina (bandiera)      | C     | Aleksandr Tatarenko |
|    | Serbia (bandiera)       | A     | Demir Đurić         |
|    | Turchia (bandiera)      | A     | Tanner Önem         |
|    | Burkina Faso (bandiera) | A     | Kassoum Quedraogo   |
|    | Germania (bandiera)     | A     | Albert Repp         |
|    | Germania (bandiera)     | A     | Andreas Rüppel      |

## Organigramma societario
Area tecnica
- Allenatore: Niko Semlitsch
- Allenatore in seconda:
- Preparatore dei portieri:
- Preparatori atletici:
- Analisi video:

## Calciomercato

### Sessione estiva
| Acquisti | Acquisti            | Acquisti              | Acquisti |
| R.       | Nome                | da                    | Modalità |
| -------- | ------------------- | --------------------- | -------- |
| D        | Jacek Grembocki     | Lechia Danzica        |          |
| D        | Joseph Addo         | Stoccarda             |          |
| C        | Roland Gisinger     | Rot-Weiss Francoforte |          |
| P        | Ignjac Kresic       | Croatia Francoforte   |          |
| A        | Kassoum Quedraogo   | Hessen Kassel         |          |
| A        | Andreas Rüppel      | Egelsbach             |          |
| C        | Aleksandr Tatarenko | Eisbachtal            |          |

| Cessioni | Cessioni            | Cessioni                 | Cessioni |
| R.       | Nome                | a                        | Modalità |
| -------- | ------------------- | ------------------------ | -------- |
| P        | Thomas Ernst        | Bochum                   |          |
| A        | Marco Grevelhörster | Magonza                  |          |
| C        | Sead Kapetanović    | Wolfsburg                |          |
| P        | Ralf Kellermann     | Verl                     |          |
| D        | Michael Klein       | Darmstadt                |          |
| A        | Carsten Lakies      | Darmstadt                |          |
| C        | Thomas Lasser       | Alemannia Aquisgrana     |          |
| C        | Sascha Lense        | Zwickau                  |          |
| D        | Ralf Loose          | Magonza                  |          |
| A        | Vladan Milovanović  | TuS Celle                |          |
| A        | Miklos Molnar       | Herfølge                 |          |
| C        | Alexander Schur     | Eintracht Francoforte II |          |
| C        | Richard Walz        | Verl                     |          |

### Sessione invernale
| Acquisti | Acquisti | Acquisti | Acquisti |
| R.       | Nome     | da       | Modalità |
| -------- | -------- | -------- | -------- |

| Cessioni | Cessioni        | Cessioni        | Cessioni |
| R.       | Nome            | a               | Modalità |
| -------- | --------------- | --------------- | -------- |
| D        | Jacek Grembocki | Caracas         |          |
| C        | Roland Gisinger | Fortuna Colonia |          |
| A        | Sascha Siebert  | Neukirchen      |          |

## Risultati

### Regionalliga ovest-sudovest

#### Girone di andata
| 28 luglio 1995, ore 18:00 CEST 1ª giornata | Sandhausen | 1 – 3 | FSV Francoforte |  |

| 4 agosto 1995, ore 18:00 CEST 2ª giornata | FSV Francoforte | 1 – 1 | Eintracht Francoforte II |  |

| 11 agosto 1995, ore 18:00 CEST 3ª giornata | Bayern Monaco II | 1 – 1 | FSV Francoforte |  |

| 20 agosto 1995, ore 15:00 CEST 4ª giornata | FSV Francoforte | 0 – 1 | Augusta |  |

| 29 agosto 1995, ore 15:00 CEST 5ª giornata | Neukirchen | 3 – 0 | FSV Francoforte |  |

| 3 settembre 1995, ore 15:00 CEST 6ª giornata | FSV Francoforte | 0 – 1 | Darmstadt |  |

| 10 settembre 1995, ore 15:00 CEST 7ª giornata | Ditzingen | 4 – 2 | FSV Francoforte |  |

| 17 settembre 1995, ore 15:00 CEST 8ª giornata | FSV Francoforte | 1 – 2 | Ulma |  |

| 24 settembre 1995, ore 15:00 CEST 9ª giornata | Kickers Stoccarda | 3 – 1 | FSV Francoforte |  |

| 7 ottobre 1995, ore 15:00 CET 10ª giornata | FSV Francoforte | 1 – 2 | Fürth |  |

| 15 ottobre 1995, ore 15:00 CET 11ª giornata | FSV Francoforte | 1 – 1 | Wacker Burghausen |  |

| 21 ottobre 1995, ore 14:30 CET 12ª giornata | Hessen Kassel | 5 – 2 | FSV Francoforte |  |

| 29 ottobre 1995, ore 15:00 CET 13ª giornata | FSV Francoforte | 0 – 2 | VfR Mannheim |  |

| 4 novembre 1995, ore 15:00 CET 14ª giornata | Vestenbergsgreuth | 1 – 0 | FSV Francoforte |  |

| 12 novembre 1995, ore 15:00 CET 15ª giornata | FSV Francoforte | 1 – 2 | Ludwigsburg |  |

| 18 novembre 1995, ore 15:00 CET 16ª giornata | Egelsbach | 0 – 1 | FSV Francoforte |  |

| 3 dicembre 1995, ore 15:00 CET 17ª giornata | FSV Francoforte | 0 – 1 | Reutlingen |  |

#### Girone di ritorno
| 9 dicembre 1995, ore 15:00 CET 18ª giornata | FSV Francoforte | 2 – 3 | Sandhausen |  |

| 3 marzo 1996, ore 15:00 CET 19ª giornata | Eintracht Francoforte II | 0 – 0 | FSV Francoforte |  |

| 9 marzo 1996, ore 15:00 CET 20ª giornata | FSV Francoforte | 3 – 0 | Bayern Monaco II |  |

| 16 marzo 1996, ore 15:00 CET 21ª giornata | Augusta | 1 – 1 | FSV Francoforte |  |

| 23 marzo 1996, ore 15:00 CET 22ª giornata | FSV Francoforte | 0 – 0 | Neukirchen |  |

| 29 marzo 1996, ore 18:00 CET 23ª giornata | Darmstadt | 2 – 1 | FSV Francoforte |  |

| 6 aprile 1996, ore 15:00 CEST 24ª giornata | FSV Francoforte | 0 – 1 | Ditzingen |  |

| 12 aprile 1996, ore 18:00 CEST 25ª giornata | Ulma | 4 – 1 | FSV Francoforte |  |

| 21 aprile 1996, ore 15:00 CEST 26ª giornata | FSV Francoforte | 0 – 0 | Kickers Stoccarda |  |

| 27 aprile 1996, ore 15:00 CEST 27ª giornata | Greuther Fürth | 2 – 0 | FSV Francoforte |  |

| 4 maggio 1996, ore 15:00 CEST 28ª giornata | Wacker Burghausen | 2 – 1 | FSV Francoforte |  |

| 11 maggio 1996, ore 15:00 CEST 29ª giornata | FSV Francoforte | 1 – 2 | Hessen Kassel |  |

| 15 maggio 1996, ore 18:00 CEST 30ª giornata | VfR Mannheim | 3 – 2 | FSV Francoforte |  |

| 19 maggio 1996, ore 15:00 CEST 31ª giornata | FSV Francoforte | 1 – 4 | Vestenbergsgreuth |  |

| 24 maggio 1996, ore 18:00 CEST 32ª giornata | Ludwigsburg | 3 – 1 | FSV Francoforte |  |

| 1º giugno 1996, ore 15:00 CEST 33ª giornata | FSV Francoforte | 0 – 3 | Egelsbach |  |

| 6 giugno 1996, ore 18:00 CEST 34ª giornata | Reutlingen | 4 – 0 | FSV Francoforte |  |

### Coppa di Germania
| Arbitro: | Hotop |

|               |           |                                           |
| Quedraogo 90’ | Marcatori | 9’ Cramer 25’ (aut.) Đurić 70’ Zimmermann |

## Statistiche

### Statistiche di squadra
| Competizione      | Punti | In casa | In casa | In casa | In casa | In casa | In casa | In trasferta | In trasferta | In trasferta | In trasferta | In trasferta | In trasferta | Totale | Totale | Totale | Totale | Totale | Totale | DR  |
| Competizione      | Punti | G       | V       | N       | P       | Gf      | Gs      | G            | V            | N            | P            | Gf           | Gs           | G      | V      | N      | P      | Gf     | Gs     | DR  |
| ----------------- | ----- | ------- | ------- | ------- | ------- | ------- | ------- | ------------ | ------------ | ------------ | ------------ | ------------ | ------------ | ------ | ------ | ------ | ------ | ------ | ------ | --- |
| Regionalliga Sud  | 16    | 17      | 1       | 4       | 12      | 12      | 26      | 17           | 2            | 3            | 12           | 17           | 39           | 34     | 3      | 7      | 24     | 29     | 65     | -36 |
| Coppa di Germania | -     | 1       | 0       | 0       | 1       | 1       | 3       | 0            | 0            | 0            | 0            | 0            | 0            | 1      | 0      | 0      | 1      | 1      | 3      | -2  |
| Totale            | 16    | 18      | 1       | 4       | 13      | 13      | 29      | 17           | 2            | 3            | 12           | 17           | 39           | 35     | 3      | 7      | 25     | 30     | 68     | -38 |

### Andamento in campionato
| Giornata  | 1 | 2 | 3 | 4  | 5  | 6  | 7  | 8  | 9  | 10 | 11 | 12 | 13 | 14 | 15 | 16 | 17 | 18 | 19 | 20 | 21 | 22 | 23 | 24 | 25 | 26 | 27 | 28 | 29 | 30 | 31 | 32 | 33 | 34 |
| --------- | - | - | - | -- | -- | -- | -- | -- | -- | -- | -- | -- | -- | -- | -- | -- | -- | -- | -- | -- | -- | -- | -- | -- | -- | -- | -- | -- | -- | -- | -- | -- | -- | -- |
| Luogo     | T | C | T | C  | T  | C  | T  | C  | T  | C  | C  | T  | C  | T  | C  | T  | C  | C  | T  | C  | T  | C  | T  | C  | T  | C  | T  | T  | C  | T  | C  | T  | C  | T  |
| Risultato | V | N | N | P  | P  | P  | P  | P  | P  | P  | N  | P  | P  | P  | P  | V  | P  | P  | N  | V  | N  | N  | P  | P  | P  | N  | P  | P  | P  | P  | P  | P  | P  | P  |
| Posizione | 2 | 4 | 5 | 10 | 12 | 14 | 16 | 17 | 17 | 18 | 18 | 18 | 18 | 18 | 18 | 18 | 18 | 18 | 18 | 18 | 18 | 18 | 18 | 18 | 18 | 18 | 18 | 18 | 18 | 18 | 18 | 18 | 18 | 18 |

Legenda:

Luogo: C = Casa; T = Trasferta. Risultato: V = Vittoria; N = Pareggio; P = Sconfitta.

### Statistiche dei giocatori
| J. Addo        | 1 | 0 | 0 | 0 |
| S. Amstätter   | 1 | 0 | 0 | 0 |
| A. Conrad      | 0 | 0 | 0 | 0 |
| R. Gisinger    | 1 | 0 | 0 | 0 |
| M. Kabaca      | 1 | 0 | 1 | 0 |
| K. Kayrakci    | 1 | 0 | 0 | 0 |
| M. Kowalewski  | 1 | 0 | 0 | 0 |
| I. Kresic      | 1 | 0 | 1 | 0 |
| R. Levy        | 1 | 0 | 0 | 0 |
| K. Quedraogo   | 1 | 1 | 0 | 0 |
| J. Rasiejewski | 1 | 0 | 0 | 0 |
| A. Repp        | 0 | 0 | 0 | 0 |
| A. Rüppel      | 1 | 0 | 0 | 0 |
| S. Scholl      | 0 | 0 | 0 | 0 |
| S. Siebert     | 1 | 0 | 0 | 0 |
| A. Tatarenko   | 1 | 0 | 0 | 0 |
| T. Önem        | 0 | 0 | 0 | 0 |
| D. Đurić       | 1 | 0 | 0 | 0 |